# Johannes Avenarius (Superintendent)

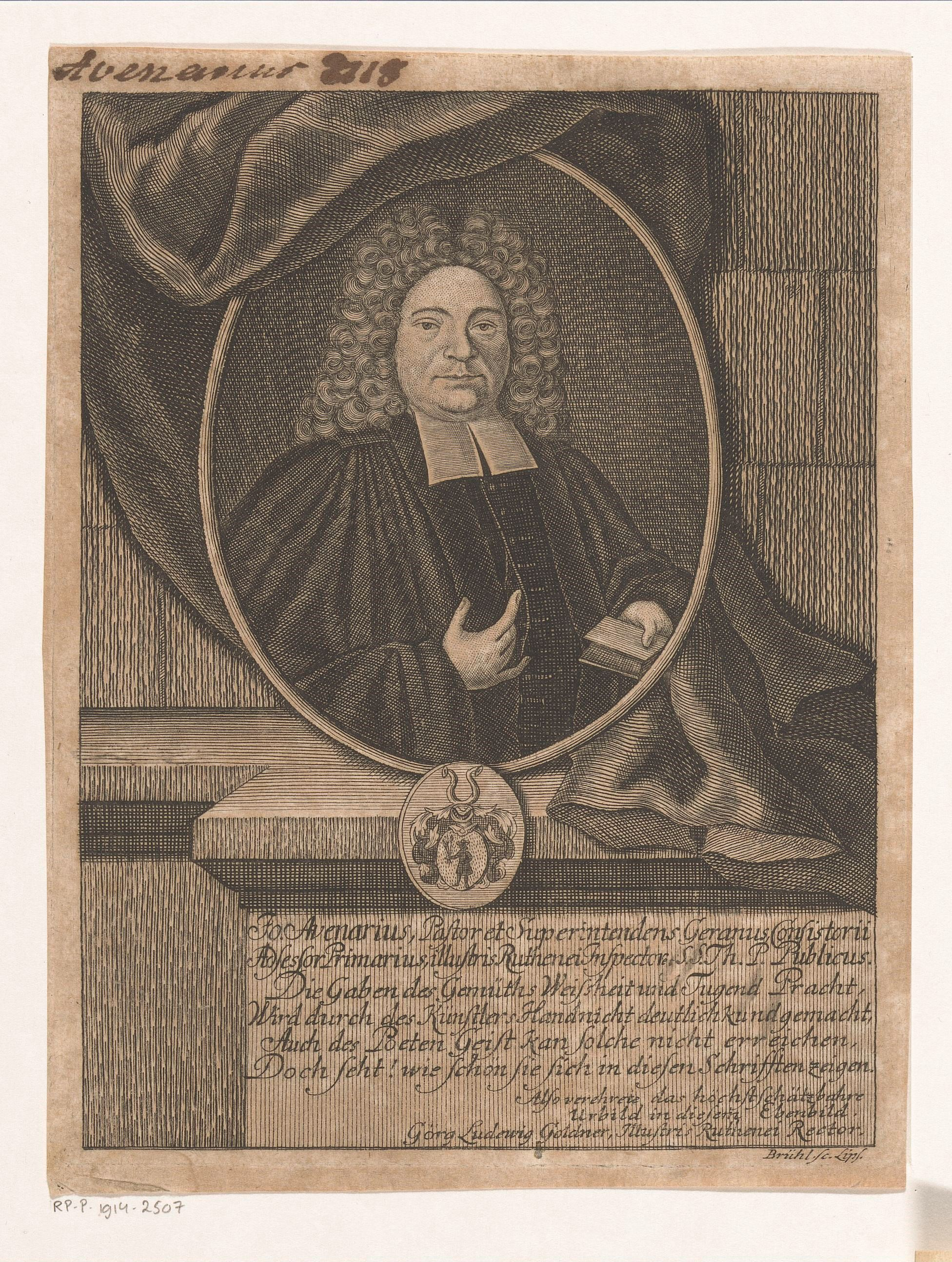
Johannes Avenarius

Johannes Avenarius (* 10. November 1670 in Steinbach-Hallenberg; † 11. Dezember 1736 in Gera) war ein deutscher evangelischer Geistlicher, Superintendent von Gera und Verfasser theologischer und hymnologischer Schriften.

## Leben
Avenarius war der dritte und jüngste Sohn des Steinbacher Pfarrers und Kirchenlieddichters Matthäus Avenarius (1625–1692). Nach Unterricht bei seinem Vater besuchte er die Schulen in Meiningen (ab 1680) und Arnstadt (ab 1686). Er studierte Philosophie, Geschichte, Philologie und Theologie an der Universität Jena und erwarb 1692 den Magistergrad. Im selben Jahr wurde er zum Diakon in Berka/Werra berufen. 1702 wurde er Diakon, im Folgejahr Archidiakon in Schmalkalden. 1723 berief man ihn als Superintendent nach Gera, wo er am vierten Sonntag nach Trinitatis die Antrittspredigt hielt. Mit dem Amt verbunden war auch die Tätigkeit als Inspektor und Professor der Theologie am Gymnasium Rutheneum. Diese Ämter übte er bis zu seinem Tode aus. Der Medailleur Johann Leonhard Öxlein schuf aus Anlass seines Todes eine Gedenkmedaille.

## Familie
1694 heiratete Avenarius in Berka/Werra Anna Sophia Rebhahn, Tochter des Marksuhler Pfarrers Johann Caspar Rebhahn. Von den aus der Ehe hervorgegangenen Kindern waren bei seinem Tode noch zwei Söhne und eine Tochter am Leben. Der jüngere Sohn Georg Ludwig Avenarius war preußischer Resident in der Reichsstadt Mühlhausen. Sein Neffe war der Organist und Komponist Johannes Avenarius (1687–1744), ein Studienkollege Johann Sebastian Bachs.

## Schriften
Avenarius verfasste einige theologische und hymnologische Schriften, darunter:
- Vergnügteste Seelenlust frommer und busfertiger Christen nach Anleitung etlicher Kirchengesänge, Leipzig 1711.
- Erbauliche Liederpredigten über 4 geistreiche evangelische Trost u. Sterbelieder, 1714.
- Evangelischer Liedercatechismus, Frankfurt und Leipzig 1714.
- Evangelischer Christenschmuck, Frankfurt und Leipzig 1718.
- Evangelische Lehr= und Liederpredigten, Arnstadt und Leipzig 1731.